# Peter Lang (pianist)
Peter Lang (Lambach, 20 juli 1946) is een Oostenrijks pianist.

## Biografie
Van 1951 tot 1969 studeerde Lang muziekstudies bij zijn vader Hermann Lang, Kurt Neumüller, Friedrich Gulda, Géza Anda, Bernard Paumgartner, Eberhard Preußner, Kurt Overhoff en Gerhard Wimberger. Hij begon een internationale concertactiviteit vanaf 1955 en trad op op het Salzburg Festival vanaf 1965. In 1978 werd Lang hoogleraar piano aan het Mozarteum, van 1972 tot 2002 was hij hoofd van de afdeling klavierinstrumenten en van 1988 tot 1991 hoofd van de International Summer Academy Mozarteum, waar hij onder meer les gaf aan Luciano Berio, Karlheinz Stockhausen, Grace Bumbry en Gidon Kremer als docentenband. Sinds 2003 legt hij zich steeds meer toe op zijn artistieke activiteit.
- Bibliothèque nationale de France: cb155720835 (data)
- Gemeinsame Normdatei: 134632575
- International Standard Name Identifier: 0000 0000 9975 825X
- Library of Congress Control Number: no2005013469
- MusicBrainz: eb3a12d8-8a2d-4037-923d-cf0c64e83b12
- Virtual International Authority File: 15088473
- WorldCat: E39PBJkD9bXwXhg7GfY8KyWdQq